# Ophiocomella ophiactoides
Ophiocomella ophiactoides är en ormstjärneart som först beskrevs av Hubert Lyman Clark 1900.  Ophiocomella ophiactoides ingår i släktet Ophiocomella och familjen Ophiocomidae. Inga underarter finns listade i Catalogue of Life.